# Hohe Brücke (Wien)
Die Hohe Brücke befindet sich im 1. Wiener Gemeindebezirk Innere Stadt und überspannt im Verlauf der Wipplingerstraße den Tiefen Graben.

## Geschichte

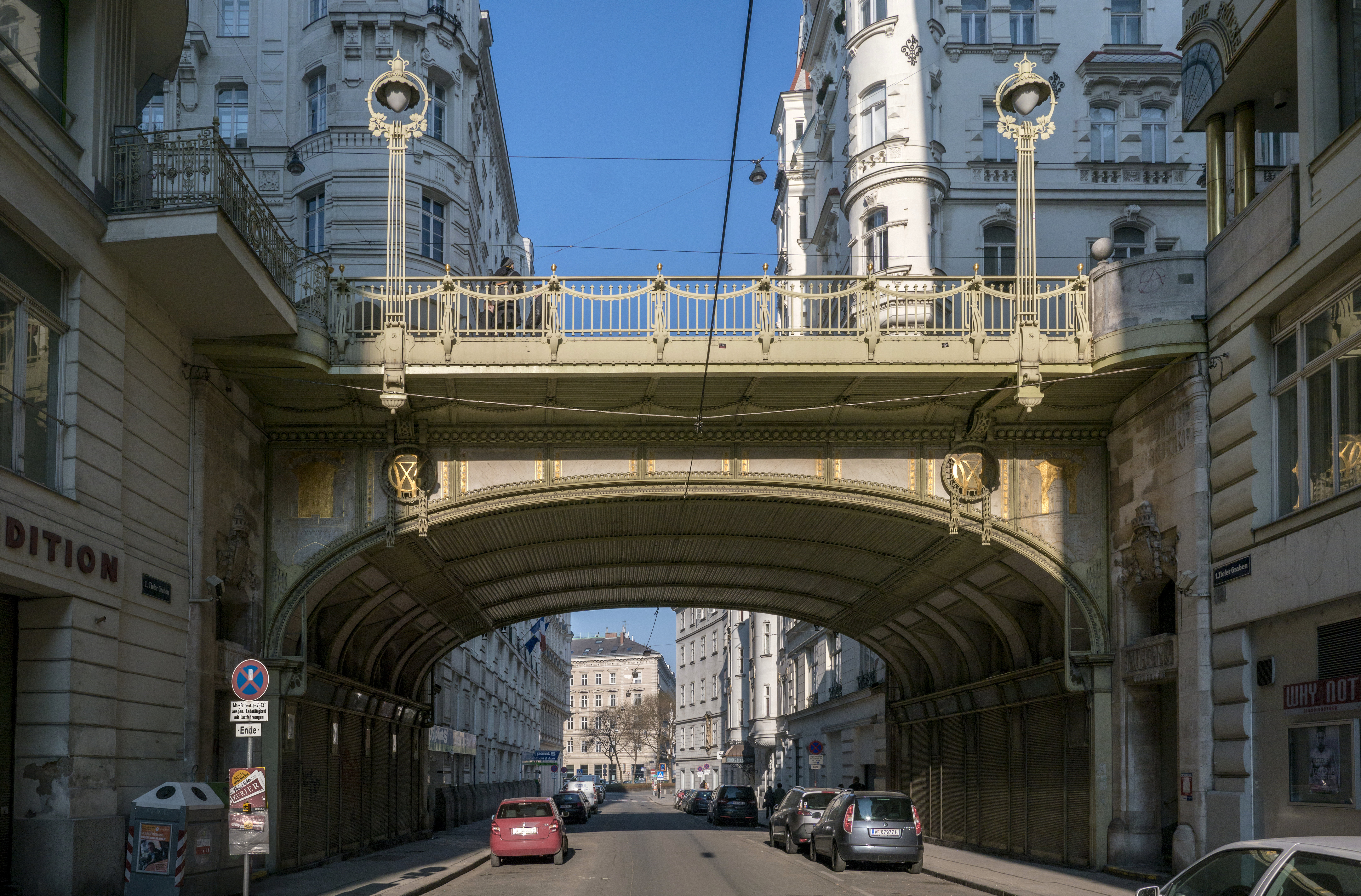
Die Hohe Brücke, vom Tiefen Graben aus gesehen

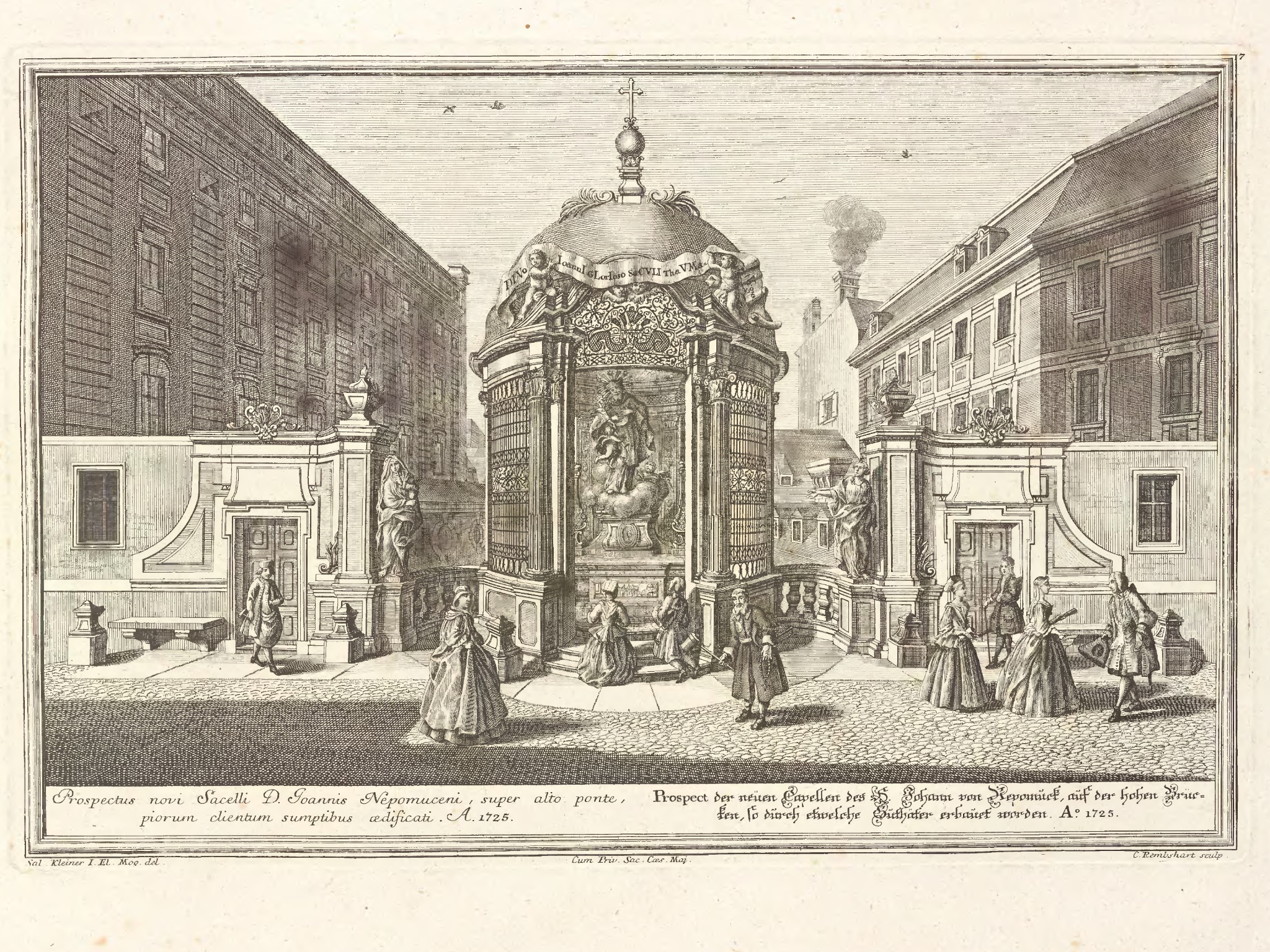
Die Nepomukkapelle auf der Hohen Brücke 1725. Stich von Salomon Kleiner.

Bereits zur Römischen Kaiserzeit querte eine Limesstraße an dieser Stelle den damals hier verlaufenden Ottakringer Bach. 1295 wurde erstmals die Hohe Brücke urkundlich erwähnt, damals als einfache Holzkonstruktion. Nachdem bereits um 1200 der Ottakringer Bach und später ein im selben Bett verlaufender Arm des Alserbachs abgeleitet wurden und in weiterer Folge das Rinnsal zugeschüttet wurde, diente ab Mitte des 15. Jahrhunderts eine gemauerte Brücke mit gotischem Spitzbogen als Straßenbrücke. Im 18. Jahrhundert wurde auf der Brücke eine Kapelle für eine dem heiligen Nepomuk (Schutzpatron der Brücken) geweihte Statue errichtet. Eine Weihinschrift auf der Kapelle enthielt die Jahreszahl 1725 als Chronogramm.
Von 1857 bis 1858 erfolgte ein Neubau der Hohen Brücke. Die im neugotischen Stil errichtete Bauwerk wurde aus Ziegeln gemauert und mit einer steinernen Brüstung als Geländer versehen. Der Brückenbogen wurde als Tudorbogen gestaltet, die Kapelle wurde nicht wieder aufgestellt.
Am 28. September 1903 wurde mit der Demolierung der Brücke begonnen, da infolge einer Verbreiterung der Wipplingerstraße ein Neubau notwendig geworden war. Die erste der beiden Fahrspuren wurde im November 1903, die zweite im März 1904 eröffnet. Die feierliche Schlusssteinlegung fand am 11. März 1904 im Beisein von Bürgermeister Karl Lueger statt.
Das Brückenbauwerk wurde nach Plänen des Architekten Josef Hackhofer im Jugendstil errichtet, die Ausführung erfolgte durch Waagner Biro und den Hofbaumeister Heinz Gerl. Die Außenfronten wurden mit Marmor verkleidet und die Stäbe des eisernen Geländers mit Ornamenten versehen. In den Eckbereichen wurden die beiden Vorgängerbauwerke abgebildet. Die inneren Seitenwände sind wie Geschäftsportale mit Rollläden gestaltet, die jedoch reine Zierde sind, da die Raumtiefe hinter den Rollläden nur rund einen halben Meter beträgt.
Von 1979 bis 1981 wurde die Brücke generalinstandgesetzt, 1996 erfolgte erneut eine Instandsetzung, bei der unter anderem ein neues Beleuchtungskonzept für die Brücke umgesetzt wurde. Heute steht das Bauwerk unter Denkmalschutz und verfügt über eine Fahrbahn mit beidseitigen Gehsteigen. Über eine Stiegenanlage gelangt man von der Wipplingerstraße auf den darunter gelegenen Tiefen Graben.

## Alte Ansichten der Hohen Brücke

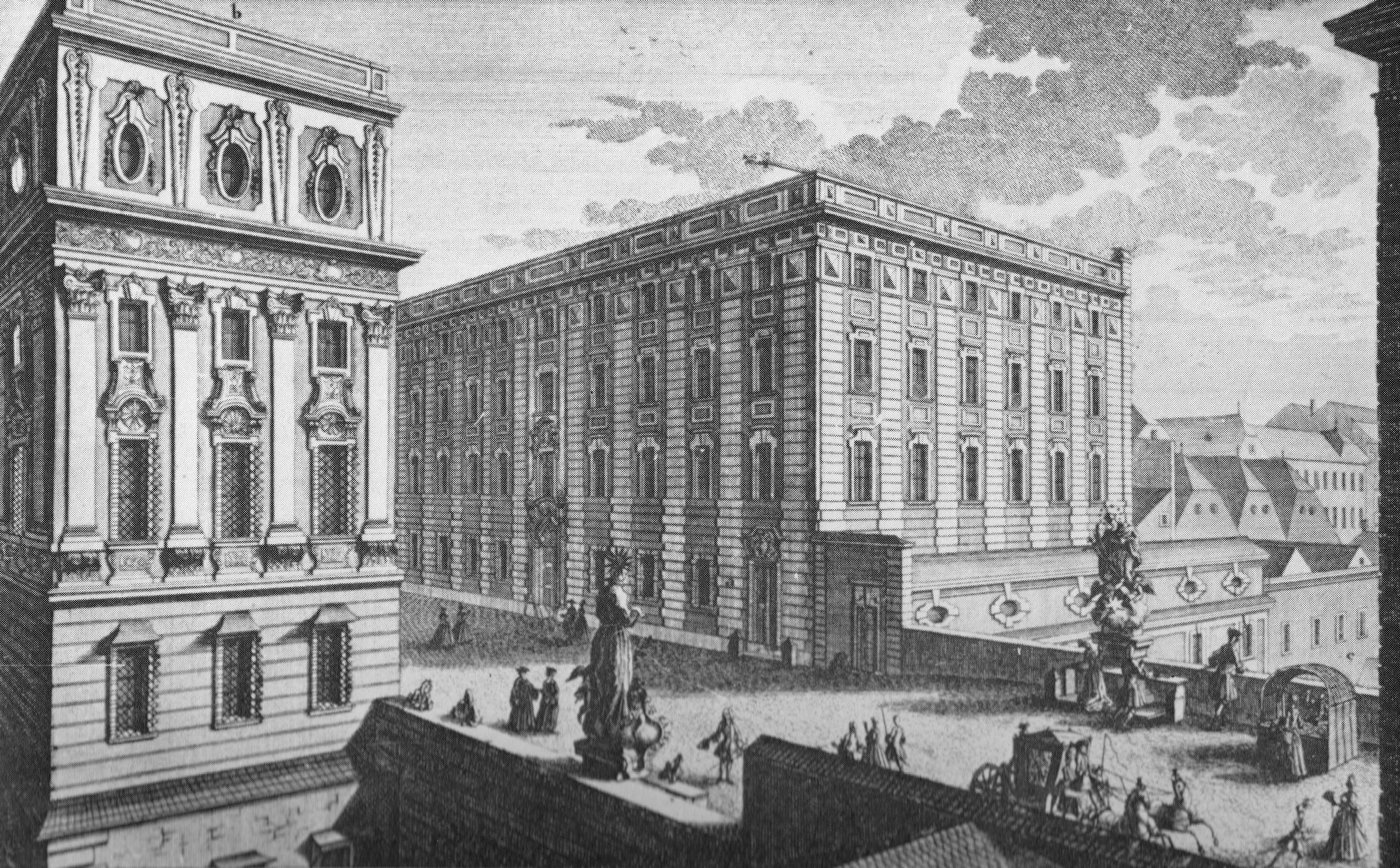
Die Hohe Brücke im 18. Jahrhundert
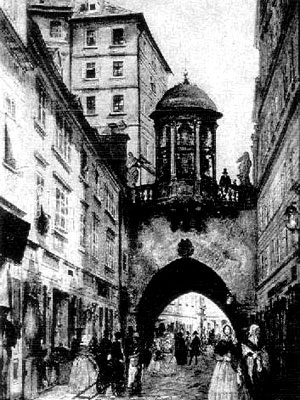
Die Hohe Brücke mit Kapelle, vor 1857
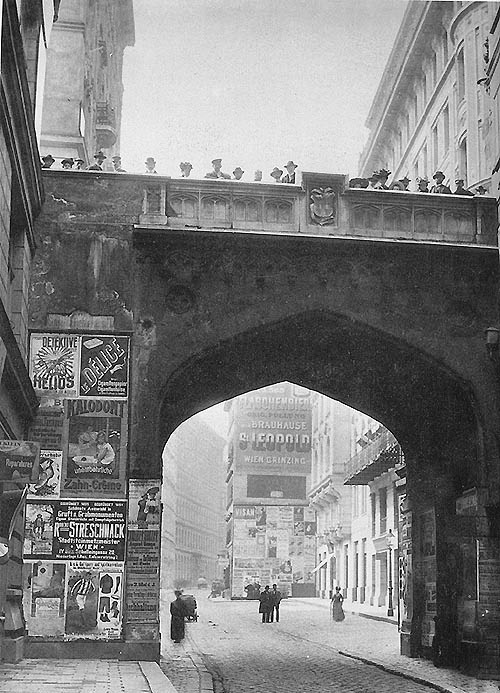
Die Hohe Brücke um 1900
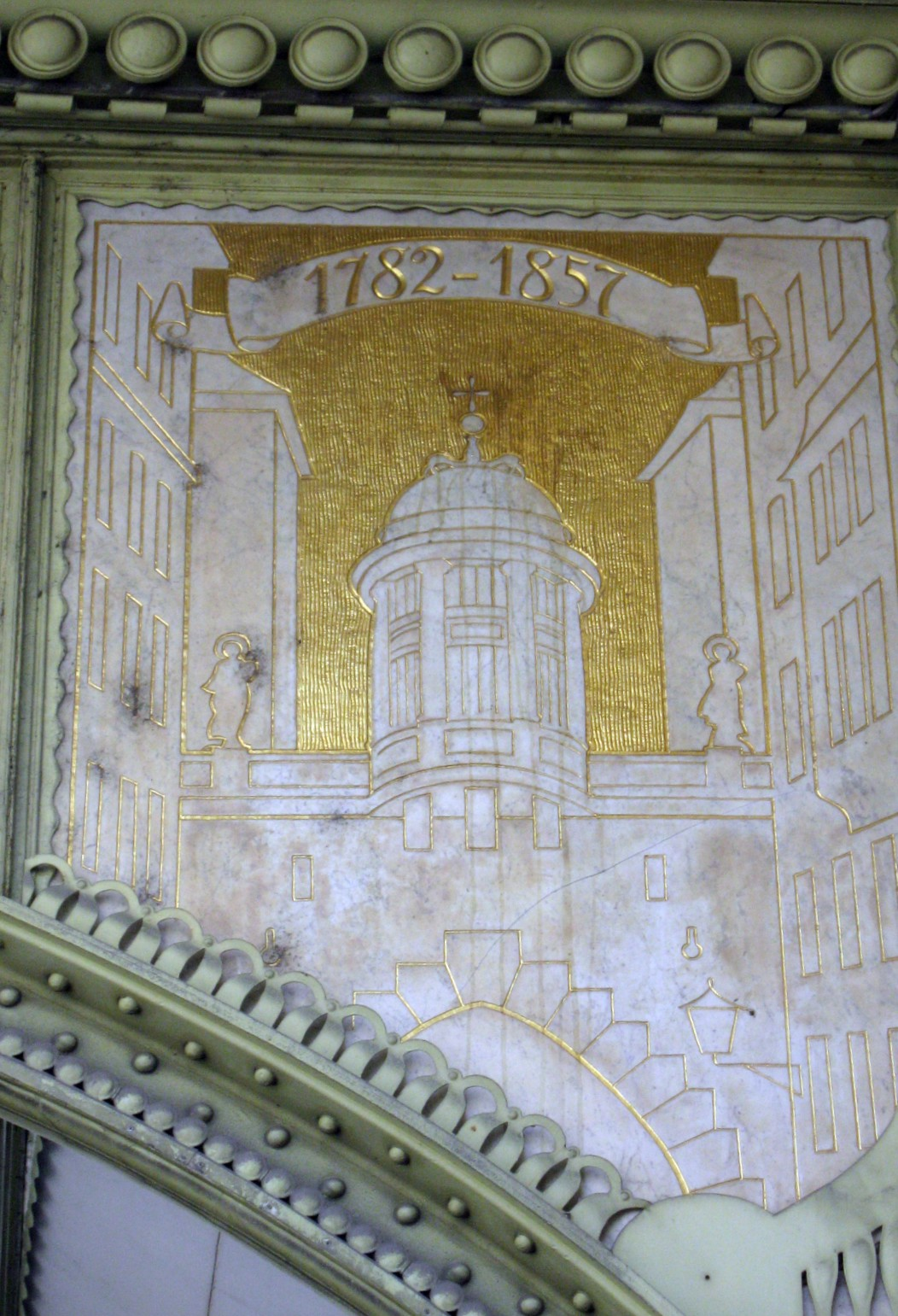
Gravur im Eckbereich der Hohen Brücke, Darstellung der Brücke vor 1857